# Last Date
Last Date — первый концертный альбом американской певицы Эммилу Харрис, выпущенный в 1982 году на рекорд-лейбле Warner Bros. Records. Работа состояла из материала, который певица и её группа никогда раньше не записывали. Пластинка достигла позиции № 9 в Top Country Albums и № 65 в Billboard 200. Сингл «(Lost His Love) On Our Last Date» возглавил Hot Country Songs, «I’m Movin’ On» вошёл в Топ-5, а «So Sad (to Watch Good Love Go Bad)» — в Топ-30.

## Альбом
В отличие от типовых концертников, просто воспроизводивших знакомый публике студийный материал, первый живой релиз Харрис представлял собой новый альбом. Проект включал подборку треков, которые певица и её группа The Hot Band исполняли в ходе серии шоу 1982 года в клубах Калифорнии и никогда прежде не записывали. Таким образом, песни были в новинку как самим музыкантам, так и поклонникам. На плёнке эти выступления фиксировала мобильная студия-трейлер Enactron Truck продюсера Брайана Ахерна. Концептуально Last Date являлся привычной работой Харрис, сочетавшей интерпретации традиционного кантри-материала и поп-композиций, но игравшей новыми красками за счёт живого формата. Впрочем на этот раз проект не содержал свеженаписанных песен. Хотя певица выпускала и другие концертные материалы, включая три композиции на пластинке Elite Hotel (1975), а позднее альбомы At the Ryman (1992) и Spyboy (1998), Last Date стал единственной официальной коллекцией, запечатлевшей её выступления с The Hot Band. Ансамбль однако представлен здесь в его наименее прославленной версии, самым известным именем в которой являлся ритм-гитарист и напарник Харрис по дуэтам Бэрри Ташиян (лидер рок-группы The Remains).
Last Date включал широкий спектр кантри-интерпретаций, сдобренных материалом из поп-музыки, охватывая Нэшвилл-саунд, Бейкерсфилд-саунд, традиционный кантри, рокабилли и кантри-поп. Подборка отражала роль Харрис как исследовательницы музыки кантри в целом, способной убедительно исполнять любые формы данного жанра, а не как представительницы какой-либо конкретной современной школы. Название проекту дал трек «(Lost His Love) On Our Last Date» — песенная версия инструментальной композиции «Last Date» Флойда Крамера, которую артистка выпустила в качестве сингла незадолго до самого альбома. Певица также исполнила энергичную версию песни «Restless» Карла Перкинса, а баллада «So Sad (To Watch Good Love Go Bad)» The Everly Brothers стала одной из наиболее популярных композиций на этой пластинке. Среди прочего в трек-листе присутствовали «I’m Movin’ On» Хэнка Сноу, «Long May You Run» Нила Янга и «Return of the Grievous Angel» Грэма Парсонса. Репертуар последнего Харрис представила здесь сразу четырьмя песнями в качестве очередного напоминания об их знаменитом сотрудничестве. На вокале Парсонса заменял один из его соратников, игравший теперь в The Hot Band — Бэрри Ташиян. Увлечённость певицы творчеством Брюса Спрингстина на сей раз отражала интерпретация песни «Racing In The Street», а в композиции «Buckaroo» из репертуара Бака Оуэнса она сама исполнила сольные гитарные партии.

## Релиз
Пластинка достигла позиции № 9 в Top Country Albums, продержавшись в чарте в общей сложности 32 недели. Релиз вошёл и в Billboard 200, добравшись до строчки № 65. Сингл «(Lost His Love) On Our Last Date» возглавил Hot Country Songs, а трек «I’m Movin’ On» поднялся до позиции № 5. Песня «So Sad (to Watch Good Love Go Bad)» достигла строчки № 28. В 1983 году альбом номинировался на премию «Грэмми» как «Лучшее женское вокальное кантри-исполнение». Несмотря на хорошие результаты в чартах, релиз не смог получить золотой статус по продажам и аналогично своему предшественнику Cimarron, обозначил конец эпохи стабильного коммерческого успеха Харрис. Last Date не издавался на CD вплоть до 2000 года, когда его выпустил нэшвиллский рекорд-лейбл Eminent Records. Альбом был отреставрирован его оригинальным продюсером Брайаном Ахерном и включал два бонус-трека — «Another Pot O’ Tea» и «Maybe Tonight».

## Трек-лист
| №   | Название                                   | Автор(ы)                      | Длительность |
| --- | ------------------------------------------ | ----------------------------- | ------------ |
| 1.  | «I’m Movin’ On»                            | Хэнк Сноу                     | 3:05         |
| 2.  | «It’s Not Love (But It’s Not Bad)»         | Glenn Martin, Хэнк Кокрэйн    | 2:49         |
| 3.  | «So Sad (To Watch Good Love Go Bad)»       | Дон Эверли                    | 3:20         |
| 4.  | «Return of the Grievous Angel»             | Thomas S. Brown, Грэм Парсонс | 3:50         |
| 5.  | «Restless»                                 | Карл Перкинс                  | 3:20         |
| 6.  | «Racing in the Street»                     | Брюс Спрингстин               | 5:24         |
| 7.  | «Long May You Run»                         | Нил Янг                       | 3:09         |
| 8.  | «We’ll Sweep Out the Ashes in the Morning» | Joyce Allsup                  | 2:50         |
| 9.  | «Juanita»                                  | Грэм Парсонс, Крис Хиллман    | 3:06         |
| 10. | «Devil in Disguise»                        | Грэм Парсонс, Крис Хиллман    | 3:10         |
| 11. | «(Lost His Love) On Our Last Date»         | Флойд Крамер, Конвей Твитти   | 3:31         |
| 12. | «Buckaroo» / «Love’s Gonna Live Here»      | Bob Morris, Бак Оуэнс         | 4:19         |

Бонус-треки в CD-переиздании 2000 года:
1. «Another Pot o’ Tea» (Paul Grady) — 3:01
2. «Maybe Tonight» (Ширли Эйкхард) — 2:53

## Чарты
| Чарт (1982—1983)                  | Высшая позиция |
| --------------------------------- | -------------- |
| США, Billboard Top Country Albums | 9              |
| США, Billboard 200                | 65             |

## Музыканты
- Эммилу Харрис — вокал, акустическая гитара, соло-гитара на треке № 12
- Mike Bowden — бас
- Steve Fishell — педал-стил, добро
- Wayne Goodwin — ритм-гитара, фиддл, мандолина, саксофон
- Don Johnson — клавишные, вокальные гармонизации
- Фрэнк Рекард — соло-гитара, вокальные гармонизации
- Бэрри Ташиян— ритм-гитара, банджо, дуэт-вокал
- Джон Уэйр — ударные

## Техперсонал
- Брайан Ахерн — продюсер
- Donivan Cowart, Stuart Taylor, Alan Vachon — звукоинженеры